# La Horgne
La Horgne település Franciaországban, Ardennes megyében. Lakosainak száma 152 fő (2022. január 1.). La Horgne Baâlons, Poix-Terron, Singly és Villers-le-Tilleul községekkel határos.

## Népesség
A település népessége az elmúlt években az alábbi módon változott:
| Lakosok száma | 53   | 81   | 107  | 179  | 202  | 206  | 194  | 168  | 161  | 152  |
|               | 1968 | 1982 | 1990 | 2006 | 2013 | 2015 | 2017 | 2019 | 2020 | 2022 |